# اولوکوی (تاش‌اوا)
اولوکوی (به لاتین: Uluköy) یک منطقهٔ مسکونی در ترکیه است که در تاشوا واقع شده‌است.